# B4blaze
B4blaze là một trang web tin tức giải trí có trụ sở tại Kollam, Kerala. Nó được hỗ trợ bởi B4 Entertainments Pvt Ltd, một công ty có trụ sở chính tại Kollam vào ngày 22 tháng 12 năm 2015.

## Lịch sử
B4blaze, được thành lập bởi Ayyappan Sreekumar vào ngày 22 tháng 12 năm 2015, B4blaze được chú ý vì tập trung vào tin tức giải trí về ngành công nghiệp điện ảnh Nam Ấn Độ. Liên doanh liên kết với kênh Jaihind TV trong việc quảng bá và quản lý nội dung kỹ thuật số của họ thông qua các kênh Facebook và YouTube. B4blaze nhận được tài trợ không được tiết lộ từ công nghệ Aviner, Jaihind Tv và Santhigiri Ashram để hợp tác nội dung kỹ thuật số. B4blaze giúp hiển thị kỹ thuật số của các nghệ sĩ mới chớm nở trên màn hình lớn. Người chiến thắng giải thưởng Nhà nước năm 2020 là Kani Kusruti. Tác phẩm đáng chú ý đầu tiên của được giới thiệu lần đầu trên B4blaze.

## Sản phẩm
B4blaze, là một nền tảng tin tức giải trí mới, tập trung vào các báo cáo của Box Office trong ngành công nghiệp điện ảnh phía Nam Ấn Độ. Ngoài tiếng Anh, nền tảng này còn có ấn bản tiếng Malayalam và tiếng Kannada trên trang web.